# 최상수
최상수(崔常壽, 1918년 12월 3일~1995년 6월 9일)는 대한민국의 민속학자 겸 수필가이다.

## 생애
본관은 경주(慶州)이고 호(號)는 석천(石泉)이며 경상남도 부산에서 출생하였고 한때 경상북도 경주에서 잠시 유년기를 보낸 적이 있는 그는 일본 오사카 외국어학교 영어학과에서 전문학사 학위 취득하였다. 1947년 한국민속학회 회장이 되었으며 이때 <민속학보>를 발간하였다. 그 후 한국외국어대학교 조교수·경기대학교 교수·이화여자대학교 강사·한미아시아민속학회 이사장·경희대학교 교수 등을 지냈다.
그는 한국 민속학의 학문적 체계 확립과 세계 민속 학회와의 국제적 교류를 위해 활약하였다. 저서로 《한국 민속학 연구 총서》, 《한국 민간전설집》, 《한국과 아라비아와의 관계》 등이 있다. 월남 문화 훈장·지원 훈장 등을 수여받았다.